# فلاديسلاف لونجو
فلاديسلاف لونجو (بالرومانية: Vladislav Lungu)‏ (10 أبريل 1977 في مولدوفا - ) هو لاعب كرة قدم مولدوفي في مركز الوسط. شارك مع منتخب مولدوفا لكرة القدم. أما مع النوادي، فقد لعب مع زمبرو تشيسيناو وسبارتاك فلاديكافكاز ونادي تساليه ونادي غوريتسا ونادي فاسلوي ونادي فورسكلا بولتافا ونادي ماريبور وFC Unisport-Auto Chișinău ‏ وFC Nosta Novotroitsk ‏.

## وصلات خارجية
- فلاديسلاف لونجو على موقع قاعدة بيانات كرة القدم.إي يو (الإنجليزية)
- فلاديسلاف لونجو على موقع ناشيونال فوتبول تيمز (الإنجليزية)
- فلاديسلاف لونجو على موقع Soccerway.com (الإنجليزية)